# Якана мадагаскарська
Якана мадагаскарська (Actophilornis albinucha) — вид сивкоподібних птахів родини яканових (Jacanidae).

## Поширення
Ендемік Мадагаскару. Вид поширений у західній та північній частині острова.

## Спосіб життя
Навколоводні птахи. Завдяки довгим ногам з довгими пальцями, пристосовані для ходьби по заростях водних рослин. Вони погано літають, але добре пірнають та плавають. Живляться водними комахами, молюсками та іншими безхребетними. Гнізда будують серед водної рослинності. Для виду характерна поліандрія. Самиця після спаровування відкладає яйця у гніздо. Після цього вона йде на пошуки іншого партнера, а кладкою і потомством опікується самець.